# Ernst August 5. af Hannover
Ernst August 5. af Hannover (26. februar 1954 i Hannover) er en tysk prins, der siden 1987 har været familieoverhoved for fyrstehuset Hannover. Han er søn af Ernst August 4. af Hannover, og dennes gemalinde prinsesse Ortrud af Glücksborg (1925-1980). Faderen var den sidste arveprins af Hertugdømmet Braunschweig. 

## Familie
Fra 1981 til 1997 var Ernst August gift med Chantal Hochuli (2. juni 1955 i Zürich). De har to sønner: 
- Prins Ernst August af Hannover (19. juli 1983).
- Prins Christian af Hannover (1. juni 1985).

I 1999 giftede han sig med arveprinsesse Caroline af Monaco. De har én datter. 
- Prinsesse Alexandra af Hannover (20. juli 1999).

## Græske og spanske slægtninge
Dronning Frederike af Grækenland var Ernst Augusts eneste faster. Gennem hende er han fætter til Konstantin 2. af Grækenland og til dronning Sofia af Spanien. 

## Kongelige forfædre
Ernst August er efterkommer af samtlige konger og kurfyrster i Hannover. Han nedstammer også fra kong Georg 3. af Storbritannien, dronning Victoria af Storbritannien, kejser Wilhelm 2. af Tyskland, kong Christian 9. af Danmark, dronning Caroline Mathilde af Danmark-Norge, hertug  Friedrich der Achte af Augustenborg (1829-1880) og hertug Frederik af Glücksborg (1814-1885).  

## Eksterne links
- Ernst August Arkiveret 12. juni 2015 hos  Wayback Machine på hjemmesiden Die Welfen Arkiveret 26. juni 2015 hos  Wayback Machine (tysk)